# Nodaria superior
Nodaria superior là một loài bướm đêm trong họ Noctuidae.